# خا-۵۹
خا-۵۹ (به انگلیسی: Kh-59 Ovod) (به روسی: Х-59 Овод) ' Gadfly '; AS-13 'Kingbolt') یک موشک کروز روسی با سیستم پیشرانش سوخت جامد دو مرحله ای و برد ۲۰۰ کیلومتر است. Kh-59M Ovod-M (AS-18 'Kazoo') یک نوع با سرجنگی بزرگتر و موتور توربوجت است. این در درجه اول یک موشک حمله زمینی است. نوع Kh-59MK کشتی‌ها را هدف قرار می‌دهد.

## توسعه
طراحی اولیه بر اساس Raduga خا-58 (AS-11 'Kilter') بود، اما باید کنار گذاشته می‌شد. زیرا سرعت موشک برای دستیابی به هدف بصری بسیار بالا بود.
ام‌کی‌بی رادوگا خا-۵۹ را در دهه ۱۹۷۰ به عنوان یک نسخه برد بلندتر از خا-25 (AS-10 'Karen') توسعه داد، به عنوان یک سلاح ایستاده دقیق برای Su-24M و مدل جدید MiG- 27. حسگرهای الکترواپتیکی این سلاح و سایر سلاح‌ها مانند بمب‌های خا-29 (AS-14 'Kedge') و KAB-500KR توسط کراسنوگورسکی زاود در کراسنوگورسک توسعه داده شدند.
اعتقاد بر این است که توسعه خا-۵۹ام در دهه ۱۹۸۰ آغاز شد. جزئیات خا-۵۹ام برای اولین بار در اوایل دهه ۱۹۹۰ فاش شد.

## طرح
Kh-59 اصلی توسط یک موتور سوخت جامد حرکت می‌کند و یک شتاب‌دهنده سوخت جامد در دم تعبیه شده‌است. تثبیت کننده‌های تاشو در جلوی موشک قرار دارند و بال‌ها و سکان آن در عقب قرار دارند. Kh-59 در ارتفاع حدود ۷ متری بالای آب یا ۱۰۰–۱٬۰۰۰ متر (۳۳۰–۳٬۲۸۰ فوت) سفر می‌کند. بالای زمین با کمک ارتفاع سنج رادار. می‌توان آن را با سرعت‌های ۶۰۰ تا ۱٬۰۰۰ کیلومتر بر ساعت (۳۷۰ تا ۶۲۰ مایل بر ساعت) راه اندازی کرد در ارتفاعات ۰٫۲ تا ۱۱ کیلومتر (۶۶۰ تا ۳۶٬۰۹۰ فوت) و دارای CEP 2 تا ۳ متر است. این بر روی یک دکل پرتاب AKU-58-1 حمل می‌شود.
خا-۵۹ام‌ایی دارای یک موتور توربوفن خارجی در زیر بدنه درست جلوی بالهای عقب است، اما شتاب‌دهنده سوخت پودر را حفظ می‌کند. همچنین دارای یک سیستم هدایت دوگانه متشکل از یک سیستم هدایت اینرسی برای هدایت آن به منطقه هدف و یک سیستم تلویزیونی برای هدایت آن به سمت هدف است.
موتور توربوفن ۳۶ام‌تی توسعه یافته برای موشک‌های کلاس Kh-59M توسط ان‌پی‌او ساترن روسیه ساخته شده‌است.
مختصات هدف قبل از پرتاب به موشک وارد می‌شود و مرحله اولیه پرواز تحت هدایت اینرسی انجام می‌شود. در فاصله ۱۰ کیلومتر (۶٫۲ مایل) از هدف، سیستم هدایت تلویزیون فعال می‌شود. اپراتور هواپیما به صورت بصری هدف را شناسایی کرده و موشک را روی آن قفل می‌کند.

## سابقه عملیاتی

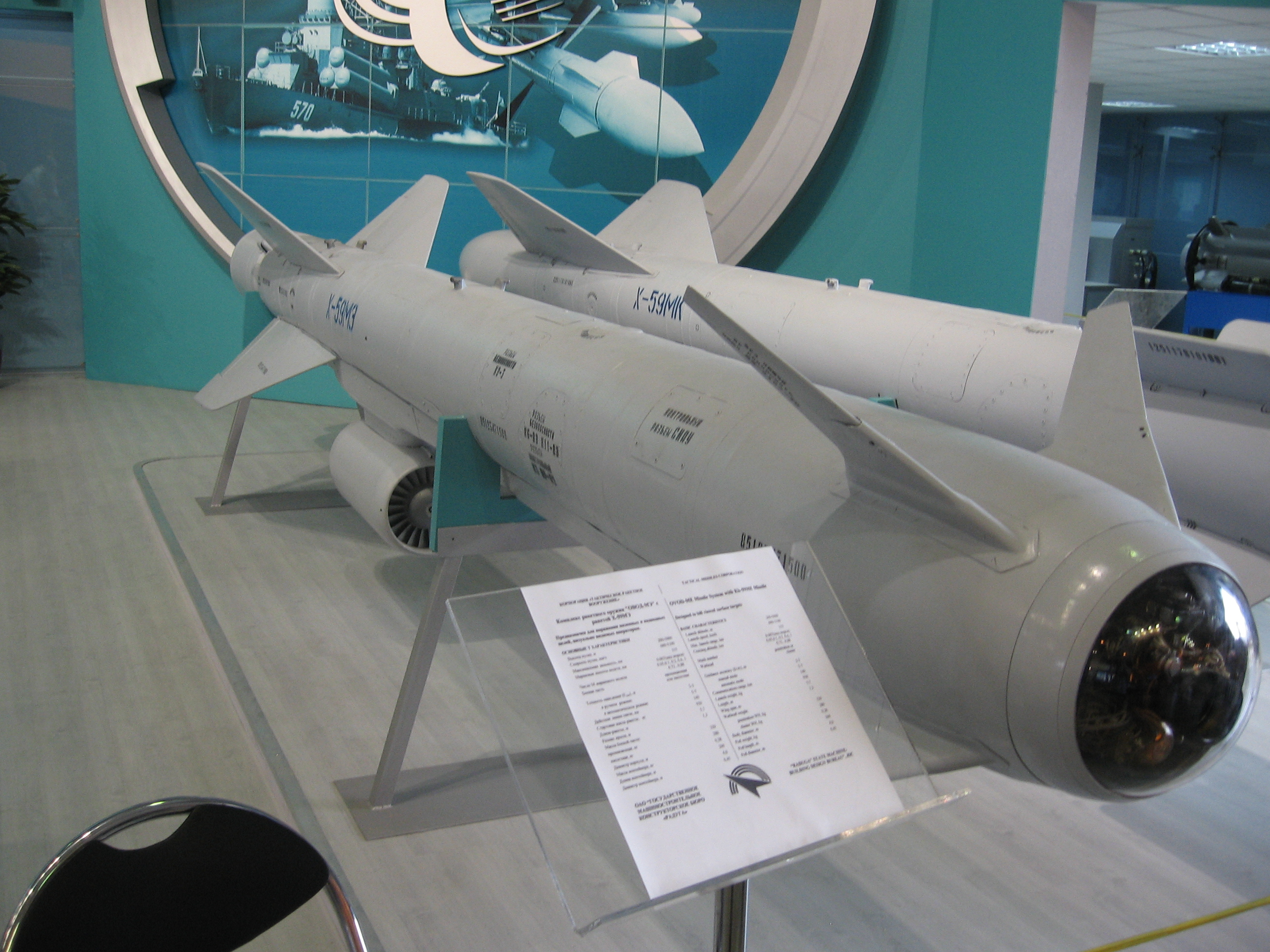
خا-۵۹ام‌ای

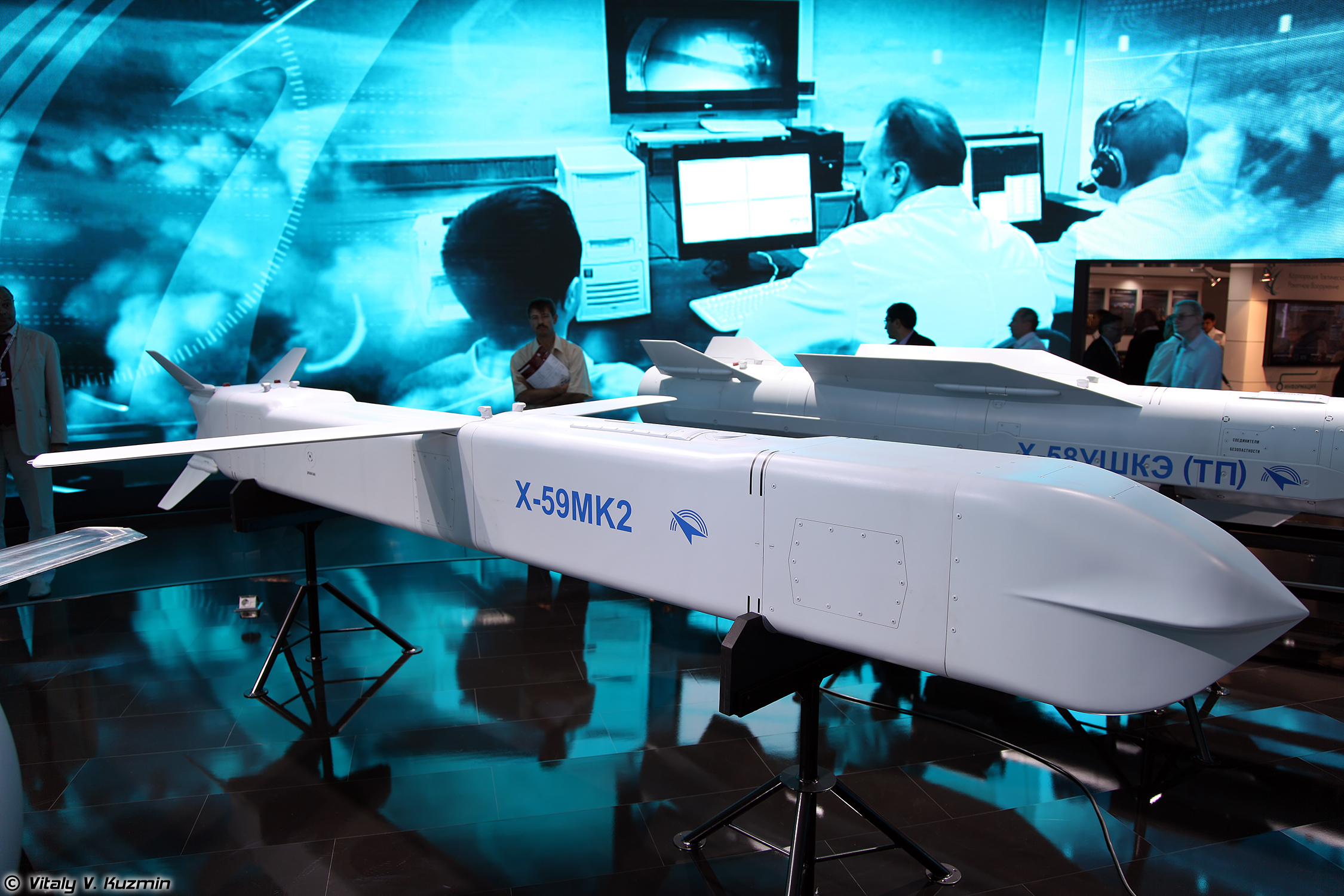
خا-۵۹ام‌کی۲

اگرچه خا-۵۹ اصلی می‌توانست توسط میگ-۲۷، سوخو-۱۷، سوخو-۱۷، سوخو-۲۴، سوخو-۲۵ و سوخو سو-۳۰ حمل شود، اما آن را فقط در غلاف داده APK-9 حمل می‌کردند. Su-24M در خدمت روسیه است. از سال ۲۰۰۸ تا ۲۰۱۵، روسیه حدود ۲۰۰ موشک خا-۵۹ برای استفاده در Su-30MK2 به چین تحویل داد. تحویل ممکن است شامل هر دو نسخه Kh-59MK و Kh-59MK2 باشد. خا-۵۹ام‌کی۲ توسط یک جنگنده رادارگریز سوخو-۵۷ در طول استقرار سال ۲۰۱۸ در سوریه مورد آزمایش قرار گرفته‌است.
در ۴ آوریل ۲۰۲۲، در جریان تهاجم روسیه به اوکراین، شواهد تصویری در کانال‌های تلگرامی منتشر شد که نشان می‌دهد یک موشک Kh-59M توسط نیروهای هوافضای روسیه به یک سیلو غلات در نزدیکی میکولایف اوکراین پرتاب شده‌است. این موشک زمانی که در حال حرکت به سمت منطقه هدف بود، با دوربین مدار بسته ضبط شد.
در ۱۶ اوت ۲۰۲۲، نیروی هوایی اوکراین از طریق رسانه‌های اجتماعی تأیید کرد که موشک‌های Kh-59 برای حمله به یک پایگاه هوایی در منطقه ژیتومیر استفاده شده‌است، موشک‌هایی که از جت‌های سوخو-۳۴ به سمت مرز بلاروس شلیک می‌شوند.

## انواع
- خا-59 (AS-13 'Kingbolt') - نسخه اصلی با موتورهای موشک دوگانه سوخت جامد. اولین بار در سال ۱۹۹۱ نمایش داده شد. به عنوان Kh-59 یا Kh-59E صادر می‌شود.[۹]
- خا-۵۹ام (AS-18 'Kazoo') - موتور توربوجت و کلاهک بزرگتر را اضافه می‌کند. محدوده ۱۱۵ کیلومتر[۱۰]
- خا-۵۹ام‌ای – ۲۰۰ نوع برد کیلومتر برای صادرات در سال ۱۹۹۹ ارائه شد[۴]
- خا-۵۹ام‌کی – ۲۸۵ نوع ضد کشتی برد کیلومتر با موتور توربوفن و جستجوگر رادار فعال ARGS-59.[۴][۱۴]
- خا-۵۹ام‌کی2 (AS-۲۲) - نوع حمله زمینی Kh-59MK (آتش و فراموش کردن)،[۴] مجهز به ۳۲۰ کیلوگرم نافذ یا ۲۸۵ کیلوگرم (۶۲۸ پوند) کلاهک گلوله ای.[۱۲][۱۵] اولین بار در نمایشگاه هوایی ماکس ۲۰۱۵ رونمایی شد.[۱۶][۱۷]
- خا-۵۹ام2 - Kh-59M/Kh-59MK با جویندگان تلویزیون/IIR جدید، گزارش شده در سال 2004.[۴]
- خا-۲۰ - نام احتمالی برای نوع هسته ای که توسط خانواده سوخو-۲۷ حمل می‌شود.[۴]
- خا-۵۹ال - نوع هدایت لیزری که توسعه یافته‌است.[۵]
- خا-۵۹تی - نوع هدایت لیزری به جای هدایت تلویزیون.
- خا-۵۹ام‌کی‌ام - نسخه نفوذی که بخش جستجوگر را حذف کرد و ۳۶۰ کیلوگرم (۷۹۰ پوند) را نصب کرد. کلاهک، قادر به نفوذ ۳ متر بتن مسلح.[۱۸]

گزینه‌های پیشنهادی توسعه برای خا-۵۹ام/ام‌ای شامل محموله‌های جایگزین (از جمله مهمات خوشه ای) است اما وضعیت توسعه فعلی آنها نامشخص است.

## اپراتورها

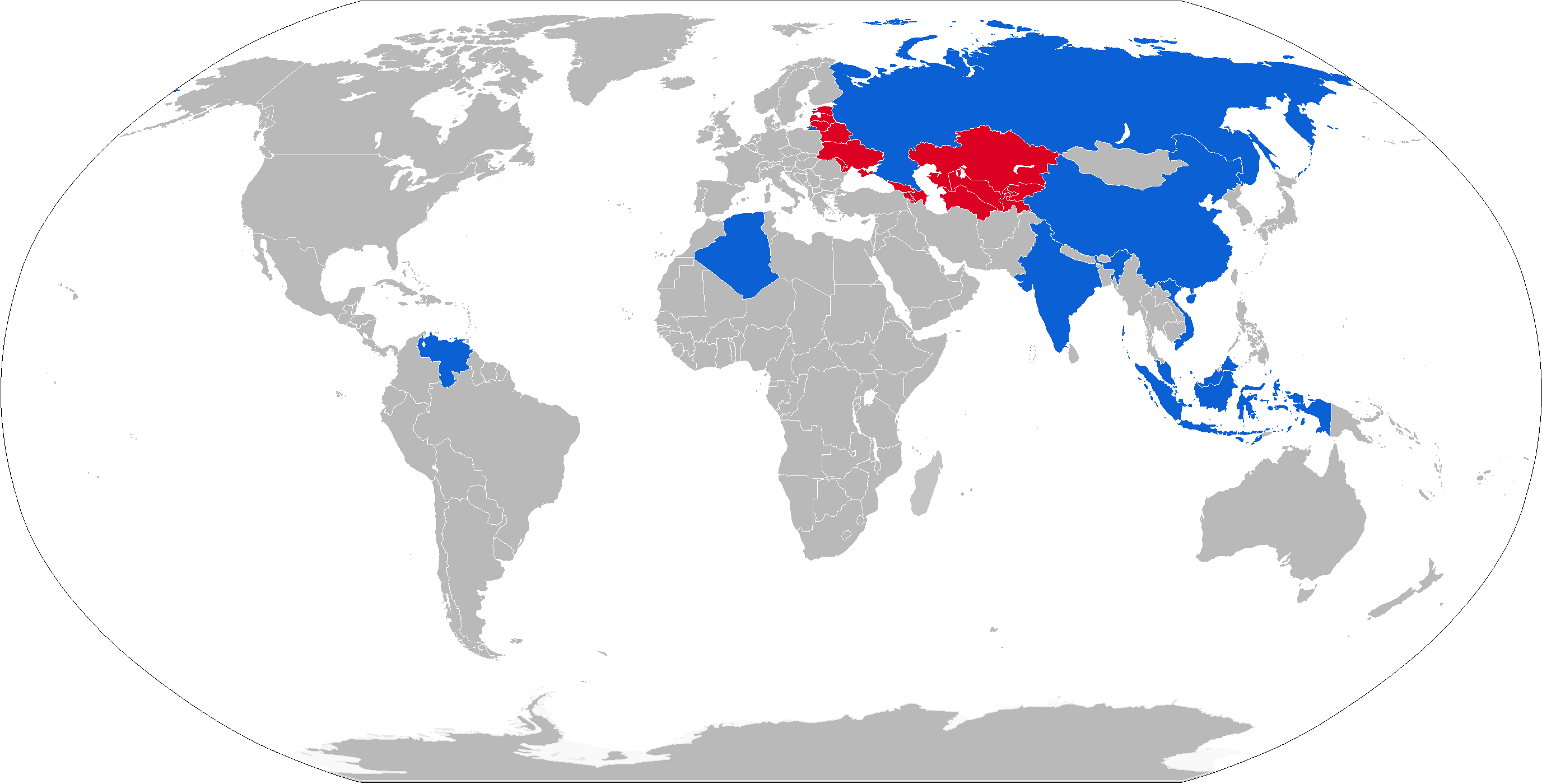
نقشه با اپراتورهای خا-۵۹ به رنگ آبی و اپراتورهای قبلی به رنگ قرمز

### اپراتورهای فعلی
الجزایر
- نیروی هوایی الجزایر[۲۰]

 چین
- نیروی هوایی ارتش آزادی‌بخش خلق

 هند
- نیروی هوایی هند

 اندونزی
- نیروی هوایی اندونزی[۲۱]

 مالزی
- نیروی هوایی سلطنتی مالزی

 روسیه
- نیروی هوافضای روسیه

 ونزوئلا
- نیروی هوایی ونزوئلا

 ویتنام
- نیروی هوایی خلق ویتنام

### اپراتورهای سابق
اتحاد جماهیر شوروی
- نیروی هوایی شوروی

## کتابشناسی - فهرست کتب
گوردون, یفیم (2004). تسلیحات هواپیماهای شوروی/روسی: از زمان جنگ جهانی دوم. هینکلی، انگلستان: انتشارات میدلند. ISBN 1-85780-188-1.الگو:Russian and Soviet missiles